# Лужичкосрпска народна банка
Лужичкосрпска народна банка (глсрп. Serbska ludowa banka, скраћ. Serbobanka) била је банка у форми деоничарског друштва, која је постојала од 1919. до 1937. године у Немачкој. Седиште је било у Бауцену.
Банку је основао Национални комитет уз учешће чешког банкарског капитала 19. септембра 1919. године. Оснивачи банке су били: Павол Функа у Уисту, Божидар Добруцки у Клајнбауцену, Јан Брил у Бауцену, Јан Хајеш у Лози, Хендрих Ханчо у Шлајфеу, Јуриј Петр Хила у Кроствицу, Јуриј Робл у Чарницу, свештеник Јуриј Делан у Шторхи и Јуриј Дучман у Кроствицу. У јулу 1919. године банка је прешла у посед Лужичкосрпске штедионице (глсрп. Serbska nalutowarnja). У Бауцену на чело банке је дошао учитељ Ј. Брил, у Шлајфеу — Х. Мудра. Циљ банке било је формирање фонда за подршку лужичкосрпских сељака и занатлија, побољшавање постојања широких слојева лужичкосрпског становништва. Темељни капитал банке првобитно је износио око 300.000 марака. Акције у вредности од 125.000 марака биле су у рукама банке Прашке кредитне банке (чеш. Pražská úvěrní banka). Године 1921. је отворена филијала у Котбусу, 1922. године — у Хојерсверди, а такође агенције у Пруској (Грос Серхен, Локса, Уист, Витихенау и Вербен) и Саксонији (Барут, Кроствиц, Хохкирх, Каменц и Кенигсварта). Од 1923. године у Бауцену банка се налазила у згради Лужичкосрпског дома. Године 1925. у Бауцену, Котбусу и Хојерсверди је било 23 радника. У банци су имали своји рачуни лужичкосрпске организације, које су се налазиле у Бауцену и Котбусу — Матица лужичкосрпска, Смолерова штампарија и књижара, Лужичкосрпско привредно друштво. Лужичкосрпски сељаци су добијали кредите од банке под повољним условима. У одређеној мери, банка је била оријентисана на немачке клијенте.
Крајем 1925. године банка је имала 2174 банковна рачуна. 2. јуна 1928. године у Котбусу је отворена нова зграда доњолужичкосрпске Матице — „Maśica Serbska” вредна 115.000 марака, што је била највећа инвестиција у историји Лужичкосрпске народне банке. Током светске економске кризе стање банке се погоршало; 1932. године банка је пропала. Банка је постојала до почетка 1937. године.